# 博羅韋 (扎里奇涅區)
51°37′23″N 25°51′10″E / 51.62306°N 25.85278°E
博羅韋（烏克蘭語：Борове），是烏克蘭西北部的村莊，隸屬里夫內州的瓦拉什區。該村始建於1600年，面積94.7平方公里，海拔高度152米，2001年人口2,419，人口密度每平方公里25.5人。